# Kryptorkism
Kryptorkism (även kallat retentio testis eller testikelretention) innebär en missbildning hos pojkar bestående i att den ena testikeln (85–90 procent av fallen) eller båda (5–10 procent av fallen) ej vandrat ner i pungen från sitt ursprungliga läge längre upp innanför ljumskarna under fosterutvecklingen. Tillståndet innebär en förhöjd risk för utvecklandet av ett seminom från testikeln, som är en elakartad tumör. Kryptorkism ska skiljas från monorkism, att endast ha en testikel.
Benämningen "kryptorkism" härleds ur grekiskans κρυπτός, kryptos, "fördold", och orchis "testikel".
Kirurgisk intervention (orkidopexi) görs, efter 1 års ålder, om testikeln ej descenderat spontant till skrotum, för att undvika att testikeln som ej vandrat ner utvecklas till en testikeltumör samt leder till infertilitet eller partiell infertilitet.
Kryptorkism är även ett symptom vid Kallmanns syndrom, som även är associerat med störningar i luktsinnet (anosmi). Fenomenet drabbar även exempelvis hingstar, som då benämns klapphingstar.